# Donington Live 1992
Donington Live 1992 – wideo brytyjskiego heavymetalowego zespołu Iron Maiden, wydane w 1993. Album zawiera występy zespołu podczas festiwalu "Monsters of Rock". Wideo promowało również album pt. "Fear of the Dark". Album był uzupełnieniem do składanki koncertowej pt. "Live at Donington".

## Lista utworów
1. "Be Quick or Be Dead"
2. "The Number of The Beast"
3. "Wrathchild"
4. "From Here to Eternity"
5. "Can I Play with Madness"
6. "Wasting Love"
7. "Tailgunner"
8. "The Evil That Men Do"
9. "Afraid to Shoot Strangers"
10. "Fear of the Dark"
11. "Bring Your Daughter...To the Slaughter"
12. "The Clairvoyant"
13. "Heaven Can Wait"
14. "Run to the Hills"
15. "2 Minutes to Midnight"
16. "Iron Maiden"
17. "Hallowed Be Thy Name"
18. "The Trooper"
19. "Sanctuary"
20. "Running Free" (z udziałem Adriana Smitha)

### Twórcy
- Bruce Dickinson – wokal
- Dave Murray – gitara
- Janick Gers – gitara
- Steve Harris – gitara basowa
- Nicko McBrain – perkusja
- Michael Kenney - keyboard
- Adrian Smith - gitara w utworze "Running Free"